# PBC Schwerte 87
Der Pool Billard Club Schwerte 87 e. V., kurz PBC Schwerte 87, ist ein 1987 gegründeter Poolbillardverein aus Schwerte. Die erste Mannschaft des Vereins spielt seit 2014 in der 1. Bundesliga und wurde 2015 Deutscher Meister sowie 8-Ball-Pokalsieger.

## Geschichte
| Platzierungen seit 2001 | Platzierungen seit 2001 | Platzierungen seit 2001 |
| Saison                  | Liga                    | Platz                   |
| ----------------------- | ----------------------- | ----------------------- |
| 2001/02                 | 1. Bundesliga           | 3                       |
| 2002/03                 | 1. Bundesliga           | 3                       |
| 2003/04                 | 1. Bundesliga           | 4                       |
| 2004/05                 | 1. Bundesliga           | 8                       |
| 2005/06                 | 2. Bundesliga Nord      | 3                       |
| 2006/07                 | 2. Bundesliga Nord      | 2                       |
| 2007/08                 | 2. Bundesliga Nord      | 3                       |
| 2008/09                 | 2. Bundesliga Süd       | 5                       |
| 2009/10                 | 2. Bundesliga Nord      | 3                       |
| 2010/11                 | 2. Bundesliga Nord      | 7                       |
| 2011/12                 | Regionalliga Nord-West  | 3                       |
| 2012/13                 | Regionalliga West       | 1                       |
| 2013/14                 | 2. Bundesliga Nord      | 1                       |
| 2014/15                 | 1. Bundesliga           | 1                       |
| 2015/16                 | 1. Bundesliga           | 3                       |
| 2016/17                 | 1. Bundesliga           | 5                       |
| 2017/18                 | 1. Bundesliga           | 4                       |
| 2018/19                 | 1. Bundesliga           | 5                       |
| 2019/20                 | 1. Bundesliga           |                         |

Der PBC Schwerte 87 wurde 1987 gegründet. 1990 zog der Verein, der bis dahin in einem Schwerter Billard-Café gespielt hatte, in sein heutiges Vereinsheim in der Friedrich-Kayser-Grundschule. Ein Jahr später stieg er nach vier Aufstiegen in Folge in die Verbandsliga auf, 1993 folgte der Aufstieg in die Oberliga. 1995 gewann die Jugendmannschaft des Vereins die deutsche Meisterschaft. In der Saison 1997/98 gelang dem PBC Schwerte der erstmalige Aufstieg in die 2. Bundesliga. 1999 wurde mit Andreas Roschkowsky zum ersten Mal ein Mitglied des Vereins Deutscher Meister.
Nach zwei Jahren in der zweiten Liga stieg die Mannschaft in die 1. Bundesliga auf. Nachdem sie dort unter anderem 2002 und 2003 den dritten sowie 2004 den vierten Platz erreicht hatte, stieg sie in der Saison 2004/05 als Achter in die 2. Bundesliga ab. Dort wurde der PBC Schwerte anschließend dreimal Dritter und verpasste 2007 als Zweiter, punktgleich mit der BSG Osnabrück, nur knapp den Aufstieg, bevor er in der Saison 2010/11 Siebter wurde und somit in die Regionalliga abstieg.
Dort wurde der Verein 2012 Dritter und stieg ein Jahr später erneut in die zweite Liga auf. Im November 2013 unterlag er im Finale des deutschen 8-Ball-Pokals dem SV Motor Babelsberg nur knapp mit 3:5.
In der 2. Bundesliga gelang ihm 2014 mit nur einer Niederlage der Durchmarsch in die 1. Bundesliga.
Beim 8-Ball-Pokal 2014 gelang den Schwertern erneut der Einzug ins Finale, dort folgte jedoch eine 2:5-Niederlage gegen den BSV Wuppertal. Am letzten Spieltag der Bundesligasaison 2014/15 wurde der Verein durch einen Sieg gegen den BSV Fürstenfeldbruck Deutscher Meister. Im Oktober 2015 zogen die Schwerter zum dritten Mal in Folge ins Endspiels des 8-Ball-Pokals ein. In der Neuauflage des Finales von 2013 setzten sie sich mit 5:3 gegen Babelsberg durch und gewannen damit erstmals den Wettbewerb. Wenig später wurde Joshua Filler, der zuvor bereits sechsmal Jugendeuropameister geworden war, Deutscher Meister in den Disziplinen 14/1 endlos, 8-Ball und 10-Ball. In der Bundesliga belegte der PBC Schwerte in der Saison 2015/16 den dritten Platz.
Zur folgenden Spielzeit verließ Joshua Filler den Verein und wechselte zum Aufsteiger PBC Sankt Augustin. Neu in die Bundesligamannschaft kam der frühere Asienmeister Mohammad Soufi, der einige Monate zuvor vor dem Bürgerkrieg in Syrien nach Deutschland geflüchtet war. Beim deutschen 8-Ball-Pokal 2016 schied der PBC Schwerte als Titelverteidiger bereits in der ersten Runde gegen den BV Brotdorf aus. Im Dezember 2016 löste Filler seinen Vertrag in Sankt Augustin auf und kehrte zum PBC Schwerte zurück. Wegen des Vereinswechsels durfte er in dieser Ligasaison jedoch nicht mehr eingesetzt werden. Die Mannschaft stand ab dem fünften Spieltag durchgehend in der unteren Tabellenhälfte, nach elf Spieltagen gar auf einem Abstiegsplatz. Nachdem sie zuvor lediglich zweimal gewonnen hatte, gelangen ihr bis zum Saisonende drei Siege in Folge. Den Klassenerhalt sicherte sie sich am vorletzten Spieltag durch einen Heimsieg gegen den bereits feststehenden Deutschen Meister BSV Dachau. Als bester Spieler der Mannschaft wurde Mohammad Soufi in der Einzelrangliste Vierter. In der Saison 2017/18 verstärkte Florian Züwert die 1. Mannschaft, die einen soliden 4. Platz ablieferte. Nach dem Weggang von Joshua Filler konnten die Schwerter Tobias Bongers zur Saison 2018/19 gewinnen. Zur Saison 2019/20 ergänzt Klaudio Kerec als Ersatz für Florian Züwert die Bundesligamannschaft des PBC Schwerte.

## Zweite Mannschaft
| Platzierungen seit 2009 | Platzierungen seit 2009 | Platzierungen seit 2009 |
| Saison                  | Liga (Spielklasse)      | Platz                   |
| ----------------------- | ----------------------- | ----------------------- |
| 2009/10                 | Oberliga Westfalen (4)  | 4                       |
| 2010/11                 | Oberliga Westfalen (4)  | 3                       |
| 2011/12                 | Oberliga Westfalen (4)  | 8                       |
| 2012/13                 | Oberliga Westfalen (4)  | 8                       |
| 2013/14                 | Oberliga Westfalen (4)  | 1                       |
| 2014/15                 | Regionalliga Nord (3)   | 1                       |
| 2015/16                 | 2. Bundesliga Nord (2)  | 3                       |
| 2016/17                 | 2. Bundesliga Nord (2)  | 8                       |
| 2017/18                 | Regionalliga West (3)   | 3                       |
| 2018/19                 | Regionalliga West (3)   | 2                       |
| 2019/20                 | Regionalliga West (3)   |                         |

In der Saison 2007/08 stieg die zweite Mannschaft des PBC Schwerte 87 in die Oberliga auf, in der sie zuvor bereits mehrere Jahre gespielt hatte. Dort wurde sie 2010 Vierter sowie 2011 Dritter, bevor die in den folgenden beiden Jahren mit dem achten Platz jeweils nur knapp den Klassenerhalt schaffte. In der Saison 2013/14 kam sie mit nur einer Niederlage auf den ersten Platz und stieg somit in die Regionalliga auf. Dort schaffte man mit dem ersten Platz in der Saison 2014/15 den direkten Aufstieg in die 2. Bundesliga, in der in der folgenden Spielzeit der dritte Platz belegt wurde. Im Oktober 2016 erreichte die Mannschaft das Halbfinale des deutschen 8-Ball-Pokals und unterlag dem späteren Pokalsieger BSV Ergolding mit 2:5. Die erste Mannschaft war hingegen bereits in der ersten Runde ausgeschieden. Als Tabellenletzter der Saison 2016/17 stieg die zweite Mannschaft in die Regionalliga ab. Hier spielte die 2. Mannschaft unverändert in den darauf folgenden Jahren immer im oberen Drittel um den Aufstieg in die 2. Bundesliga mit. Verstärkt wurde die Regionalligamannschaft zur Saison 2019/20 durch die Rückkehrer Sven Pauritsch und Thomas Seiffert.

## Aktuelle und ehemalige Spieler
Erste Mannschaft (2019/20)
- Karlo Dalmatin
- Tobias Bongers
- Klaudio Kerec
- Mohammad Soufi
- Marco Litwak

Zweite Mannschaft (2019/20)
- Hans-Joachim Selzer
- Thomas Seiffert
- Sven Pauritsch
- Mohsein Saadawy
- Pedro Lourenco
- Thomas Korte

Weitere (Auswahl)
- Edgar Beres
- John Blacklaw
- Sven Brunner
- Tomasz Jablonski
- Jörn Kaplan
- Christian Keidel
- Hildegard Kasper
- Alexander Kerstin
- David Krewitt
- Lars Kuckherm
- Mario Laurenz
- Björn Lepke
- Dominik Lorch
- Stefan Nitzsche
- Florian Züwert
- Andreas Roschkowsky
- Can Salim-Giasar
- Stefan Nölle
- Joshua Filler
- Ramazan Dincer

## Erfolge
Mannschaftserfolge
- Deutscher Meister: 2015
- Deutscher 8-Ball-Pokalsieger: 2015

Einzelerfolge
- Deutscher Meister (Herren)
  - 1999: Andreas Roschkowsky (9-Ball)
  - 2000: Andreas Roschkowsky (8-Ball, 9-Ball, 14/1 endlos)
  - 2015: Joshua Filler (8-Ball, 10-Ball, 14/1 endlos)
  - 2017: Stefan Nölle (8-Ball)
- Deutsche Meisterin (Ladies)
  - 2009: Hildegard Kasper (8-Ball)